# Јања Кантакузиновић
Јања Кантакузиновић[a] (Ново Брдо, после 1435 — Истанбул септембар 1447) био је племић који је пословао са Османским царством након њиховог заузимања Србије. Био је потомак Кантакузина који су се населили у Србији након брака деспота Ђурађа Бранковића и Јерине Бранковић (рођ. Ирина Кантакузин).
Био је познат као „господар Новог Брда”, имао је четири или шест синова, а жена му се звала Ефросинија.

## Биографија
Јањин отац, чије име је непознато, био је цариник у Новом Брду током 1440-их.  Његов отац је највероватније био један од Кантакузина који су се населили у Србији након венчања 1414. године, српског деспота Ђурађа Бранковића (1427 - 1456) и Јерине Бранковић. Јањин најстарији брат био је Димитрије (р. 1435. године), а млађа браћа Алексије и Ђорђе.
У дубровачким документима из 1461. и 1462. године Јања се помиње као „Jagno Catacusini de Novo Brdo“. Присуство Димитрија и Јање у Новом Брду после 1467. године показује да Кантакузини нису били погођени масовном депортацијом султана Мехмеда II Освајача и присилним насељавањем становника у Истанбул, које се догодило те године. Јања је имао економске послове са Османским царством; 1468. године, а помиње се заједно са Јорги Ивраном, Томом Кантакузином из Сера и Палеологом из Истанбула као порезници рудника у области Србије (Лаз и Влк); 1474. године он, његов брат Ђорђе, Никола Дањовил и Лика добијају порезну салашу рудника злата и сребра горње Србије, за суму од 14 милиона акчи. Касније је Јања изнајмио руднике сребра у Новом Брду.
Јања је погубљен у Истанбулу септембра 1477. године, заједно са своја два млађа брата, четири сина и дванаест унука, по наређењу султана Мехмеда II. Палеолог је сахранио њихове посмртне остатке у Галати 16. септембра исте године. Разлог погубљења његове породице није познат.

## Сродство
Матеј Казаку је изнео претпоставку да је Јања сродник Махмуд-пашине мајке. Према Ставридису, није немогуће да је Јањин посао са Османлијама био последица његовог односа са високим званичником, као што је Махмуд-паша. Бабингер је поменуо да је Јања био близак рођак Катарине Цељске, ћерке деспота Ђурађа Бранковића и деспине Ирине Кантакузин. Иринин брат Ђорђе је наводно био рођак Махмуд-пашине мајке.